# Automolis waelbroecki
Automolis waelbroecki là một loài bướm đêm thuộc phân họ Arctiinae, họ Erebidae.